# Erich Schmidt-Schaller
Erich Otto Schmidt-Schaller, auch Erik (* 10. Januar 1889 in Schöneberg; † 24. Februar 1980 in Täby, Schweden), war ein deutscher Maler und Grafiker.

## Leben
Erich Schmidt-Schaller war der Sohn des Ministerialrats Hugo Rudolf Schmidt und dessen Frau Fanny Constanze, geborene Schaller.
Zunächst studierte er bei Max Kruse und bei Ferdinand Koska, von 1911 bis 1913, sowie von 1919 bis 1921 dann an der Kunstakademie Weimar bei Otto Franz Ludwig Rasch, Fritz Mackensen, Theodor Hagen. Für kurze Zeit war er in Weimar auch Schüler von Paul Klee und Lyonel Feininger am Bauhaus.
Nach mehreren Studienreisen (Österreich, Italien, Frankreich und Nordafrika) Mitte der 1920er Jahre wanderte er nach Schweden aus, wo er sich 1929 niederließ und als Maler und Grafiker wirkte. Vorwiegend fertigte er Aquarelle oder Radierungen mit schwedischen und nordafrikanischen Landschaftsmotiven.
Verheiratet war Schmidt-Schaller mit Davida Charlotta, geborene Henriksson (1888–1975). Sein Sohn ist Harry Schmidt-Schaller, sein Enkel  Andreas Schmidt-Schaller.
Sein Grab befindet sich auf dem Kirchfriedhof in Vessige, Gemeinde Falkenberg.